# Clausicella aurantiaca
Clausicella aurantiaca är en tvåvingeart som först beskrevs av Louis-Paul Mesnil 1973.  Clausicella aurantiaca ingår i släktet Clausicella och familjen parasitflugor. Inga underarter finns listade i Catalogue of Life.